# Hedwig Friederike von Württemberg-Weiltingen

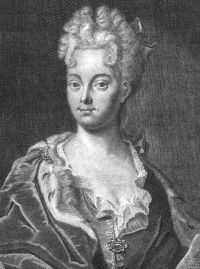
Hedwig Friederike von Württemberg-Weiltingen, Fürstin von Anhalt-Zerbst

Hedwig Friederike von Württemberg-Weiltingen (* 18. Oktober 1691 in Weiltingen; † 14. August 1752 in Zerbst), stammte aus der weiltingenschen Nebenlinie des Hauses Württemberg und war durch Heirat Fürstin von Anhalt-Zerbst.

## Leben
Hedwig Friederike war eine Tochter des Herzogs Friedrich Ferdinand zu Württemberg-Weiltingen (1654–1705) aus dessen Ehe mit Elisabeth (1665–1726), Tochter des Herzogs Georg II. von Württemberg-Mömpelgard. Mehrfach war die Familie wegen der Bedrohung durch französische Truppen nach Oels beziehungsweise Rothenburg ob der Tauber geflohen.
1705 starb Hedwig Friederikes Vater, womit das Haus Württemberg-Weiltingen erlosch und an die Stuttgarter Hauptlinie zurückfiel. Hedwig Friederikes Mutter war seit 1693 geisteskrank. Erzogen wurde Hedwig Friederike gemeinsam mit ihrer älteren Schwester Sibylle Charlotte (1690–1735) deshalb durch den Hofprediger Tobias Nißlen.
Am 8. Oktober 1715 heiratete Hedwig Friederike in Zerbst den nachmaligen Fürsten Johann August von Anhalt-Zerbst, dessen erste Ehe mit Friederike von Sachsen-Gotha-Altenburg kinderlos geblieben war. In ihrem Ehevertrag verzichtete Hedwig Friederike auf alle, eventuell durch Erbfall zustehenden, württembergischen Gebiete. Hedwig Friederike und ihr Gemahl prägten das äußere Erscheinungsbild der Residenz. Außerdem ließ Johann August seiner Gemahlin 1726 ein Lusthaus erbauen. Auch diese Ehe sollte kinderlos bleiben, weshalb sein Land später an die Linie Anhalt-Zerbst-Dornburg fiel.
1735 erbte sie von ihrer Schwester Sibylle Charlotte, Herzogin von Württemberg-Oels, das Schloss Sibyllenort.
Nach dem Tod ihres Gemahls 1742 bestimmten die neuen Regenten von Anhalt-Zerbst Johann Ludwig II. und dessen Bruder Christian August für Hedwig Friederike Schloss Coswig als Witwensitz. Diese konnte jedoch ihren Verbleib in der Zerbster Residenz durchsetzen. Hier starb sie 1752 nach einem Schlaganfall.
Hedwig Friederike wurde 1721 Namensgeberin für den Friederikenorden und den Ort Friederikensiel im heutigen Wangerland.